# 9929 McConnell
9929 McConnell è un asteroide della fascia principale. Scoperto nel 1982, presenta un'orbita caratterizzata da un semiasse maggiore pari a 2,2764000 au e da un'eccentricità di 0,1365947, inclinata di 6,01011° rispetto all'eclittica.
L'asteroide è dedicato all'astronomo statunitense John C. McConnell.